# Kiyomizu-dera
Con Kiyomizudera o Kiyomizu-dera (in giapponese: 清水寺) ci si riferisce ad una serie di templi buddisti giapponesi, ma in particolare al tempio di Otowasan Kiyomizudera (音羽山清水寺?) nella città di Kyoto. È uno degli antichi monumenti della città, considerati patrimonio dell'umanità dall'UNESCO, e anche uno dei finalisti per le sette meraviglie del mondo moderno.
Il tempio principale sorge sulle pendici ripide di un monte e si estende in una ampia terrazza costruita su palafitte che dipartono dalla valle sottostante. 

## Storia
Kiyomizu-dera venne fondato all'inizio del periodo Heian. La costruzione fu iniziata nel 798, ma l'edificio attuale, costruito durante la restaurazione ordinata da Tokugawa Iemitsu, risale al 1633. Per la sua costruzione non è stato usato un singolo chiodo. Il nome deriva dalla cascata presente all'interno del complesso, che scorre dalle colline vicine. Kiyomizu significa  "acqua pulita", o "acqua pura".
Originariamente era affiliato della vecchia e influente setta Hossō fin dall'epoca di Nara. Comunque nel 1965 cessò l'affiliazione e i custodi attuali si definiscono membri della setta "Kitahossō".
Nel padiglione principale, Hondō, è conservata la statua dorata di Juichimen Kannon, divinità simbolo di carità e di misericordia. Il viso della statua è contornato da 11 volti più piccoli che insieme rappresentano le molteplici incarnazioni di Buddha. Secondo la tradizione la statua protegge le partorienti e ha il potere di facilitare il parto

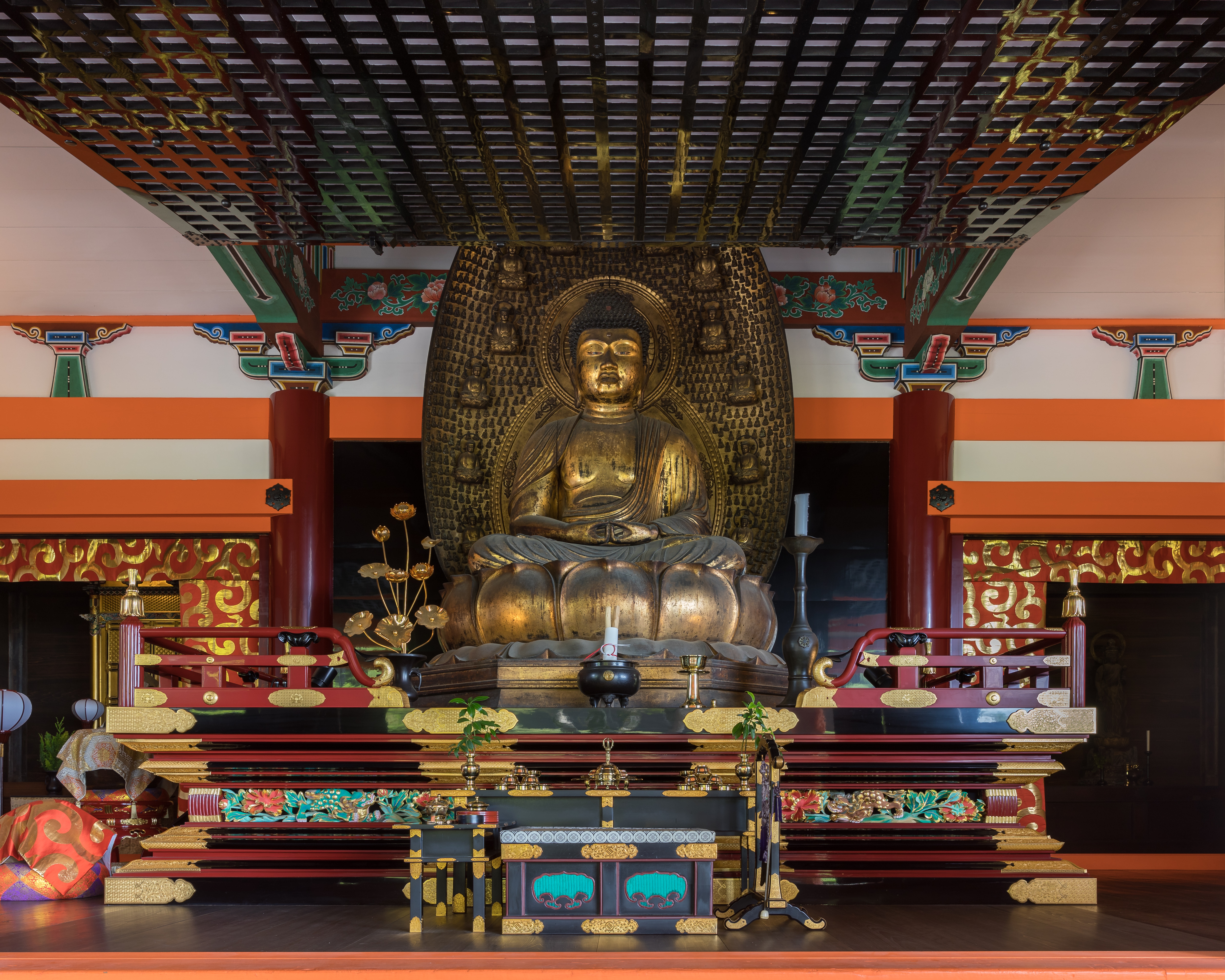
Statua dorata di Buddha con 11 teste

.